# Пещера (фильм, 2014)
Пещера (исп. La Cueva, также известная как In Darkness We Fall) — испанский фильм ужасов, триллер 2014 года, снятый режиссёром Альфредо Монтеро. Мировая премьера фильма состоялась 25 января 2014 года на Международном кинофестивале в Роттердаме. Фильм рассказывает о пяти друзьях, запертых в глубине пещеры, один из которых снимает всё на видео.

## Сюжет
Пятеро друзей решили провести свой отпуск на одном из Балеарских островов - Форментере, где они отправились в поход по живописному горному, приморскому побережью, после ночёвки один из друзей натыкается на пещеру, расположенную в скале и компания решает, что было бы интересно исследовать её и посмотреть, что они смогут найти. Однако вскоре группа осознаёт, что сбилась с пути, побуждая их попытаться найти выход вместо того, чтобы исследовать дальше. К сожалению, их попытки не увенчались успехом, и они были вынуждены остаться на ночь, и в результате они обнаружили, что их рассудок слабеет. Поскольку нехватка пищи, воды и солнечного света в сочетании с изоляцией от общества из-за отсутствия приёма сотовых телефонов начинает сказываться на группе, они начинают паниковать и галлюцинировать. В конечном итоге их выживание будет зависеть от принятия определённых решений, которые навсегда их изменят.

## В ролях
| Актёр            | Роль    |
| ---------------- | ------- |
| Маркос Ортис     | Жако    |
| Марта Кастеллоте | Селия   |
| Хорхе Паес       | Иван    |
| Ева Гарсия-Вакас | Бегонья |
| Ксоэль Фернандес | Карлос  |

## Прием
Фангория дала фильму два черепа из четырех и заявила, что временами темп был неравномерным и в фильме были некоторые слишком знакомые элементы, но заявила, что фильм в целом был «тревожным портретом человечества». Twitch Film также прокомментировал сходство фильма с другими фильмами в жанре найденных кадров, отметив, что зрители, вероятно, смогут предсказать события в фильме, но в целом считают, что «впечатляющий, сильный третий акт фильма гарантирует, что у него будут свои поклонники».

## Ссылка
- «Пещера» (англ.) на сайте Internet Movie Database